# Петрова, Наталья Владимировна
Ната́лья Влади́мировна Петро́ва (род. 23 августа 1970, Харьков, СССР) — советская и российская актриса, сценаристка и кинорежиссёр.

## Творческая биография
Наталья Петрова окончила актёрский факультет Театрального института имени Бориса Щукина (1992, мастерская Юрия Авшарова) и курс «Автор-режиссёр кино и ТВ» на Высших курсах сценаристов и режиссёров (1999, мастерская Александра Митты).
Широкую известность приобрела после выхода фильма Валерия Тодоровского «Любовь» (1991), в котором актриса, будучи студенткой, сыграла роль девушки-еврейки Маши. Александр Колбовский («Экран»; № 10, 1992) подчеркнул, что Петрова не похожа на своего персонажа, назвав её «просто анти-Машей».
Татьяна Белозёрова («Культура», 11 марта 1995) находила в героине Натальи свой неповторимый голос. Она отметила, что актриса ведёт свою мелодию со множеством полутонов и оттенков, которые можно сравнить с «лёгкой, неуловимой акварелью».
Илья Нагибин и Эдуард Дорожкин в издании «Коммерсантъ» (19 июля 1997) отметили, что Наталья Петрова стала российским секс-символом 1990-х годов, например, впервые появившись на обложке одного из выпусков журнала Playboy. В октябре 1997 года журнал Premiere включил Петрову в 10 самых стильных актёров России.
«Космополитическая» красота, далёкая от славянского стереотипа, позволяет выдавать её обладательницу не только за еврейку или француженку, но и при желании за таджичку и даже мулатку. <…> Приглашая Н. П. [Наталью Петрову], они [режиссёры] рассчитывают ещё и на то, что её сдержанность будет контрастировать с буйными проявлениями российских аборигенов.— Марина Дроздова
В 2002 году на экраны выходит режиссёрский дебют Петровой «Дорога», в котором она также сыграла роль Дины. Работа над сценарием к картине была начата ещё в 1999 году в соавторстве с Арменом Петросяном. Как пишет Лариса Немчикова («Вечерняя Москва», 14 сентября 2000), после гибели Петросяна в автокатастрофе, Петровой приходилось самостоятельно придумывать диалоги и подбирать актёров.
Театральная карьера Петровой связана с участием в спектаклях «Неаполь — город миллионеров» (1992, театр «Учёная Обезьяна»), «Генрих IV» (1992, театр «Учёная Обезьяна») и «За закрытой дверью» (1998, театр «Игроки»).

## Фильмография
- «Любовь» (1991) — актриса;
- «Любовь на острове смерти» (1991) — актриса;
- «Нога» (1991) — актриса;
- «Пока гром не грянет» (1991) — актриса;
- «Волчицы» (1992) — актриса;
- «Вынос тела» (1992) — актриса;
- «Короткое дыхание любви» (1992) — актриса;
- «Дорога в рай» (1993) — актриса;
- «Чёрная вуаль» (1995) — актриса;
- «Блюстители порока» (2001) — актриса;
- «Чёрная комната» (2001) — актриса;
- «Главные роли» (2002) — актриса;
- «Дорога» (2001) — актриса, сценаристка, режиссёр;
- «Пари» (2008) — сценаристка, режиссёр;
- «Джафарон» (2015, не завершён) — сценаристка, режиссёр.

## Награды
- Приз за лучшую женскую роль («Любовь») на Международном кинофестивале в Монпелье (1992).